# Tuberculatus chrysolepidis
Tuberculatus chrysolepidis är en insektsart. Tuberculatus chrysolepidis ingår i släktet Tuberculatus och familjen långrörsbladlöss. Inga underarter finns listade i Catalogue of Life.